# Kołos (obwód czernihowski)
Kołos – wieś na Ukrainie, w obwodzie czernihowskim, w rejonie nowogrodzkim.